# Rosult
Rosult ist eine französische Gemeinde mit 1997 Einwohnern (Stand: 1. Januar 2022) im Département Nord in der Region Hauts-de-France. Administrativ ist die Gemeinde dem Arrondissement Valenciennes zugeteilt; sie gehört zum Kanton Saint-Amand-les-Eaux (bis 2015: Kanton Saint-Amand-les-Eaux-Rive gauche).

## Geografie
Die Gemeinde Rosult liegt in Französisch-Flandern im [[Regionaler Naturpark Scarpe->schelde|Regionalen Naturpark Scarpe-Schelde]], fünf Kilometer südlich der Grenze zu Belgien und etwa 15 Kilometer nordwestlich von Valenciennes. Umgeben wird Rosult von den Nachbargemeinden Saméon im Nordwesten und Norden, Lecelles im Norden und Nordosten, Saint-Amand-les-Eaux im Osten, Millonfosse im Südosten, Bousignies im Süden, Brillon im Südwesten, Sars-et-Rosières im Westen sowie Landas im Westen und Nordwesten. Durch die Gemeinde führt die Autoroute A23.

## Bevölkerungsentwicklung
| Jahr                       | 1962 | 1968 | 1975 | 1982 | 1990 | 1999 | 2006 | 2012 | 2021 |
| Einwohner                  | 1215 | 1248 | 1287 | 1258 | 1636 | 1838 | 1871 | 1846 | 1973 |
| Quellen: Cassini und INSEE |      |      |      |      |      |      |      |      |      |

## Sehenswürdigkeiten
- Kirche Saint-Nicolas
- Oratorium Notre-Dame-de-Lourdes
- Oratorium Notre-Dame-de-Bonsecours

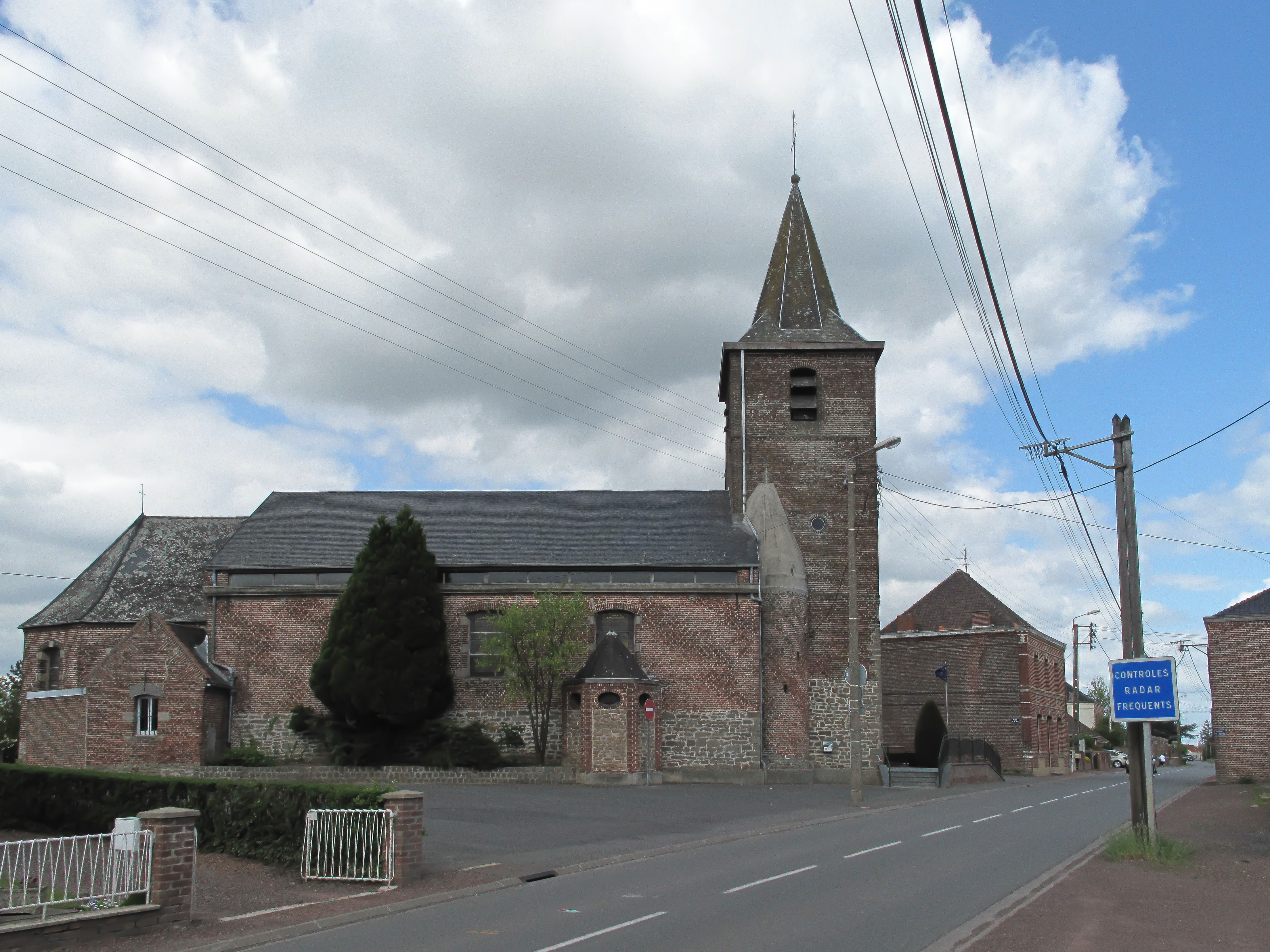
Kirche Saint-Nicolas
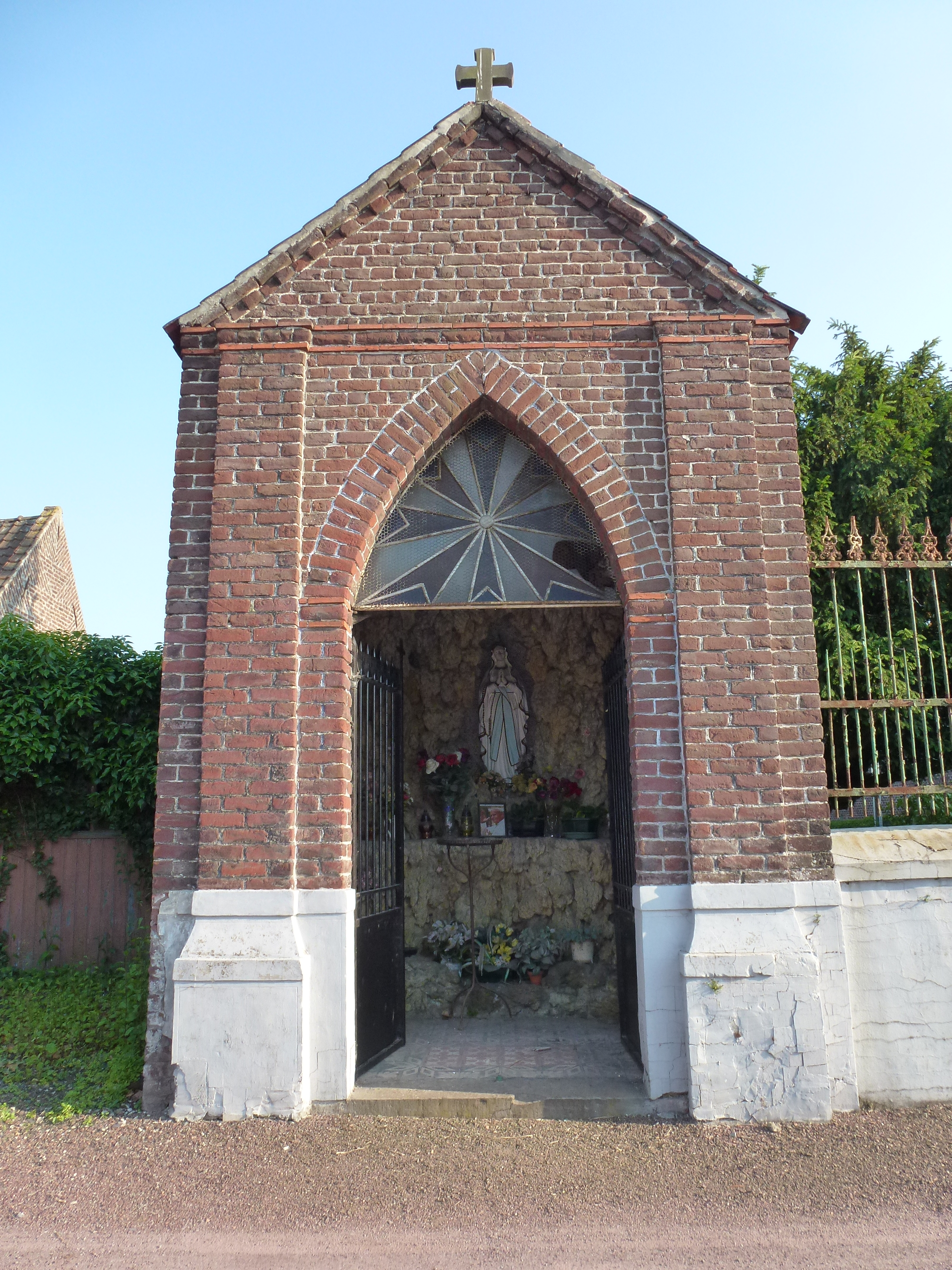
Oratorium Notre-Dame-de-Lourdes
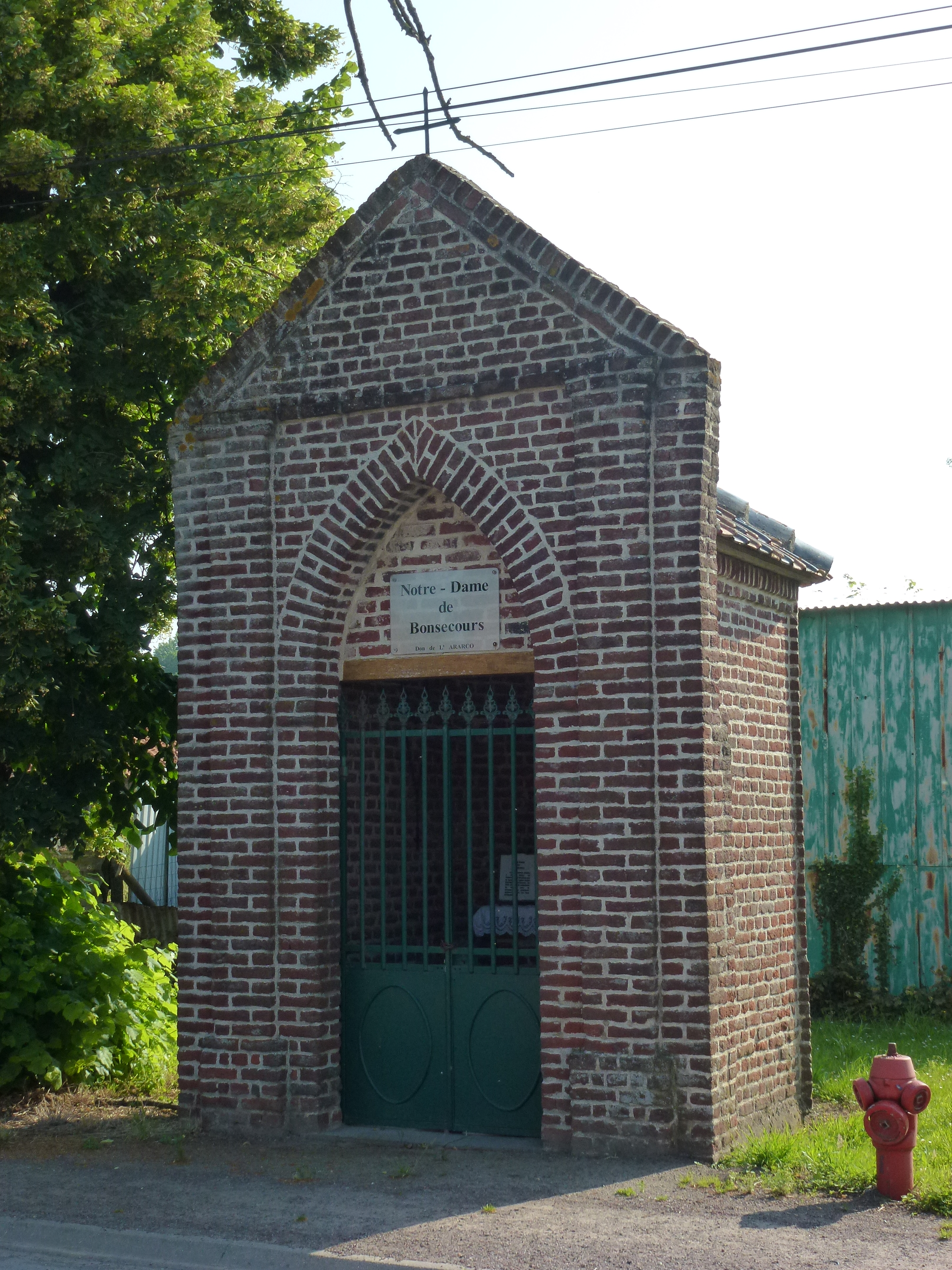
Oratorium Notre-Dame-de-Bonsecours
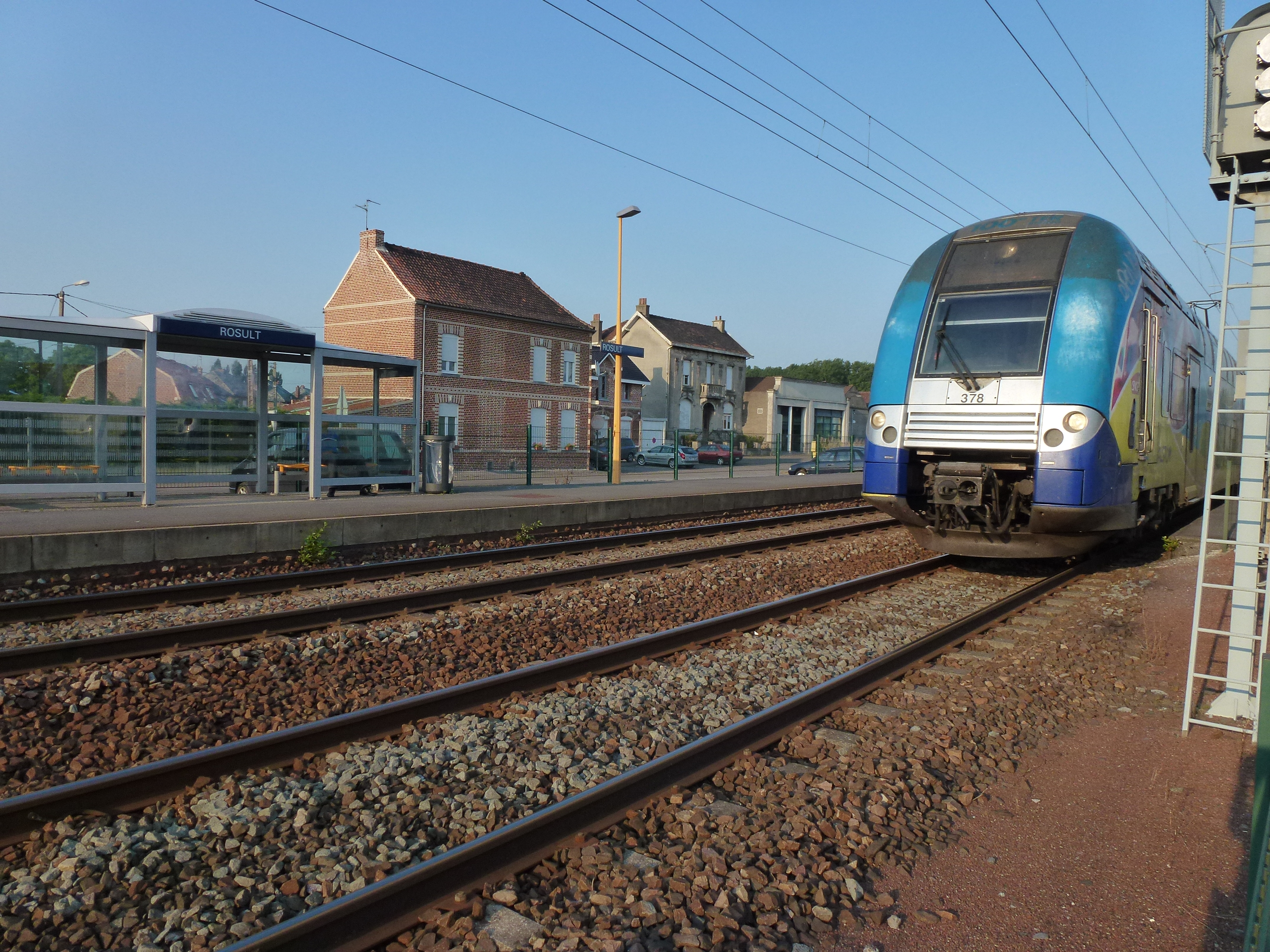
Bahnhof
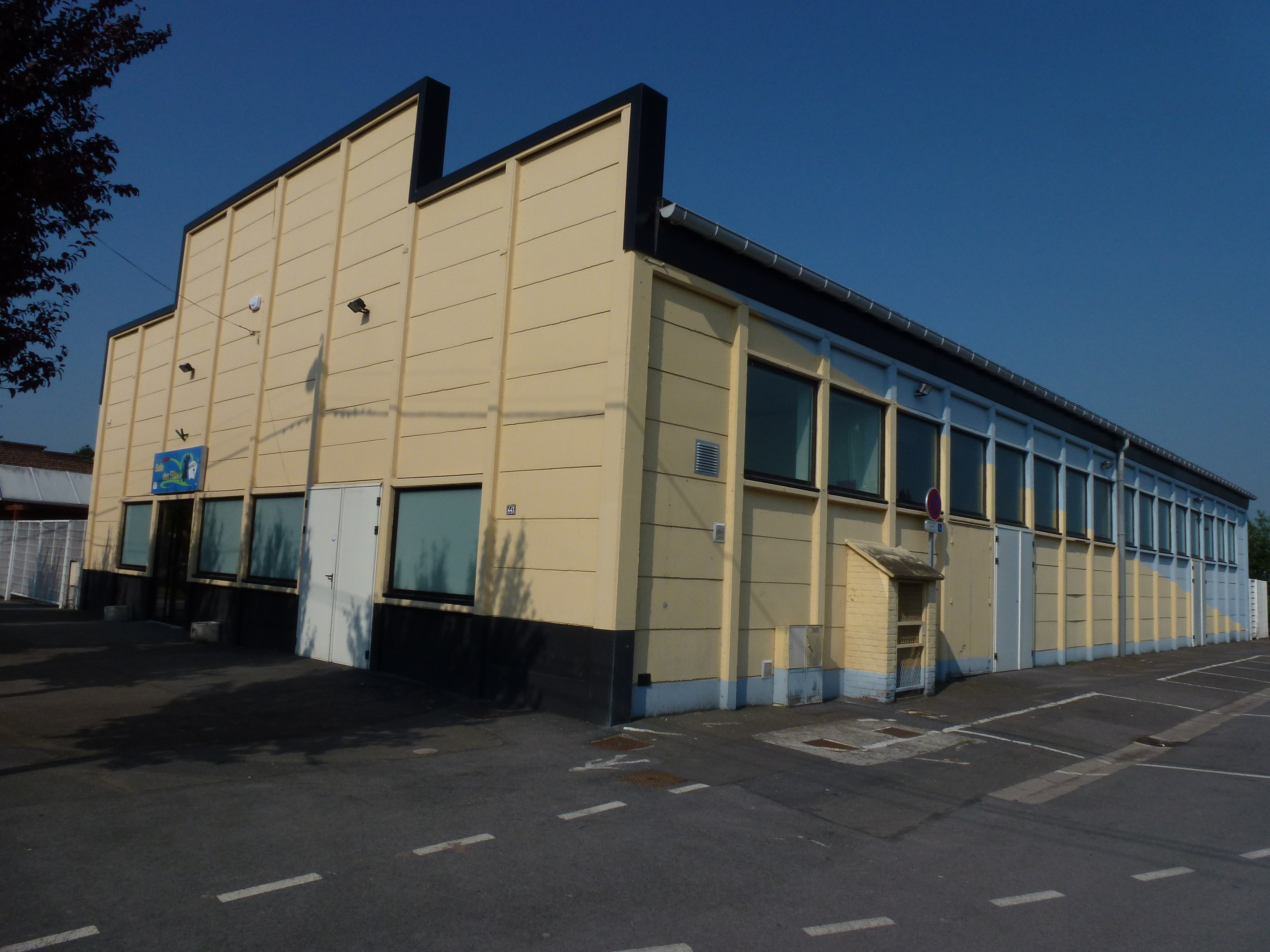
Gemeindefesthalle